# Alexander Lyman Holley
Alexander Lyman Holley (Lakeville, 20 luglio 1832 – Brooklyn, 29 gennaio 1882) è stato un ingegnere meccanico statunitense.
Fu considerato il più importante ingegnere progettista di impianti del suo tempo, soprattutto in materia di applicazione della ricerca ai moderni processi di produzione dell'acciaio.
Conseguì 15 brevetti, dei quali 10 per il miglioramento del processo Bessemer, di cui acquistò i diritti nel 1863 per utilizzarlo negli Stati Uniti. Ben presto progettò e costruì impianti Bessemer a Troy (New York), e ad Harrisburg, Pennsylvania. Progettò e fece da consulente per una dozzina di altri impianti. Presiedette la prima riunione dei fondatori della American Society of Mechanical Engineers (ASME), tenutasi negli uffici della American Machinist il 16 febbraio 1880, inoltre a lui si deve la definizione dei termini della proprietà intellettuale nella professione di ingegnere meccanico.
Era nato a Lakeville, Connecticut e frequentò la Brown University. Morì a Brooklyn, New York. Da giovane, Holley fu amico di Zerah Colburn, il ben noto ingegnere ferroviario e giornalista/editore. Nel 1857, i due visitarono la Gran Bretagna e la Francia e redassero una relazione dal titolo The Permanent Way and Coal-burning Locomotives of European Railways, with a Comparison of the Working Economy of European and American Lines, and the Principles upon which improvement must Proceed destinata ai presidenti delle compagnie ferroviarie americane, in cui si evidenziava che il costo di gestione di una linea ferroviaria americana era di un terzo più elevato, a parità di percorrenza, di quello di una linea inglese. Nel 1860, i due insieme al figlio di John Scott Russell, Norman, parteciparono al viaggio inaugurale della nave Great Eastern progettata da Isambard Kingdom Brunel.
Il libro più famoso di Holley, A Treatise on Ordnance and Armor V1, è il risultato di  una sua visita in Gran Bretagna nel 1863. Ha ricevuto numerose onorificenze, tra cui quella di membro onorario della American Society of Mechanical Engineers nel 1892. Nel 1890 venne inaugurato un busto in suo onore nel Washington Square Park di New York.

## Pubblicazioni
Alexander Lyman Holley, (2007), A Treatise on Ordnance and Armor V1 , Kessinger Publishing, ISBN 978-1430460763